# Anablepsoides cearensis
Anablepsoides cearensis är en fiskart som beskrevs 2009 av Wilson da Costa och Volney Vono. Arten infördes då i släktet Rivulus i familjen Rivulidae, men har sedan en revision flyttats till släktet Anablepsoides i samma familj. Inga underarter finns listade i Catalogue of Life.